# 不破八幡宮

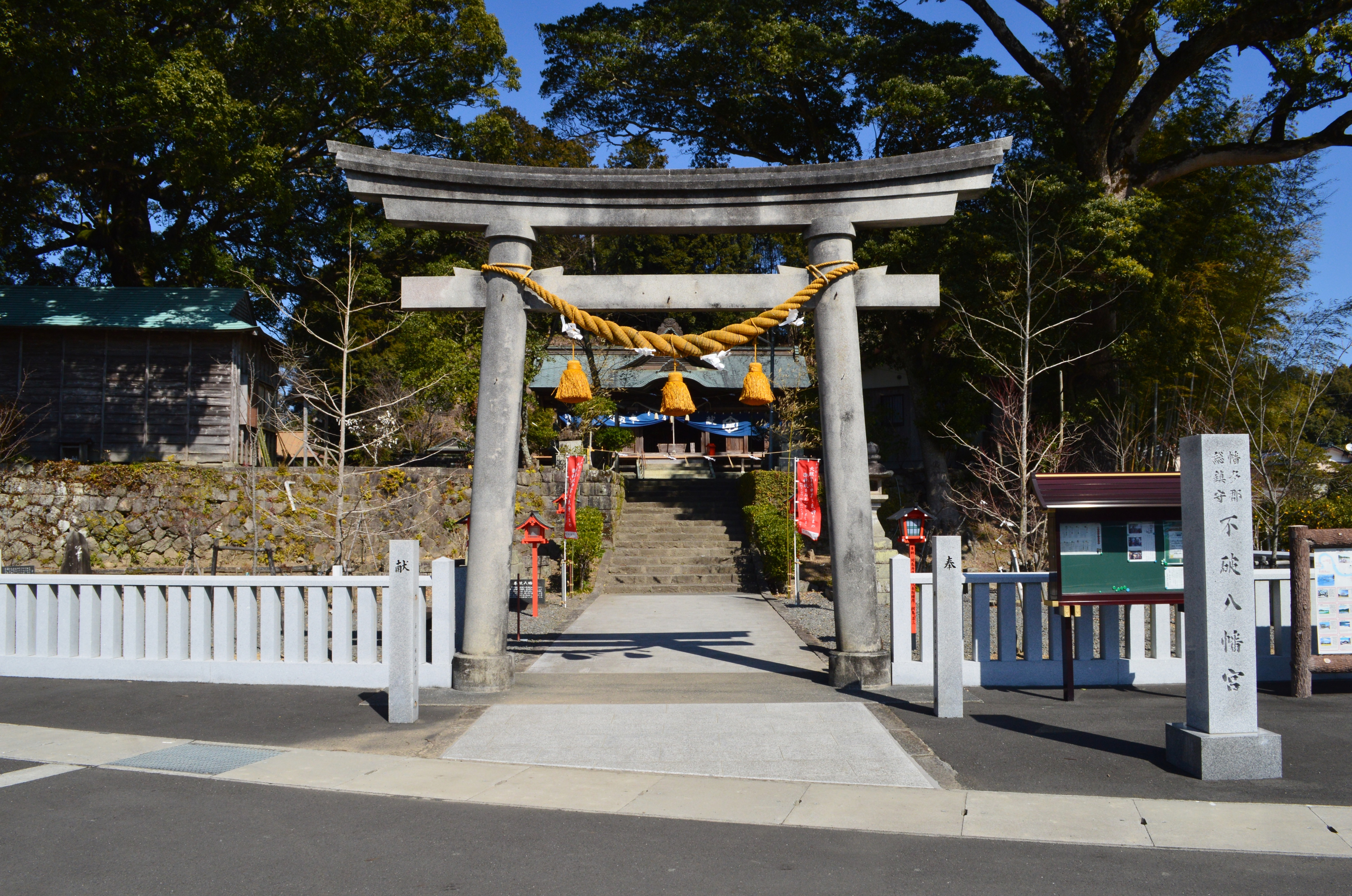
鳥居

不破八幡宮（ふばはちまんぐう）は、高知県四万十市不破にある神社。旧社格は県社。別称を「正八幡」・「広幡八幡宮」。
旧中村市街地の南部、四万十川を望む小丘陵上に鎮座する。

## 祭神
主祭神は次の3柱。
- 品陀和気命
- 玉依姫命
- 息長足姫命

## 歴史
土佐一条氏祖の一条教房は応仁の乱を避け、一条家の荘園があったこの地（幡多荘）に逃れてきた。教房は幡多郡総鎮守として山城国の石清水八幡宮を勧請し、室町時代中期の文明年間（1469年 - 1487年）に八幡宮を建立したのが当社の創建となる。以後、当社は土佐一条氏の守護神として崇敬を受けた。
江戸時代には土佐藩主山内家からも信仰された。
明治時代に県社に指定された。

## 境内

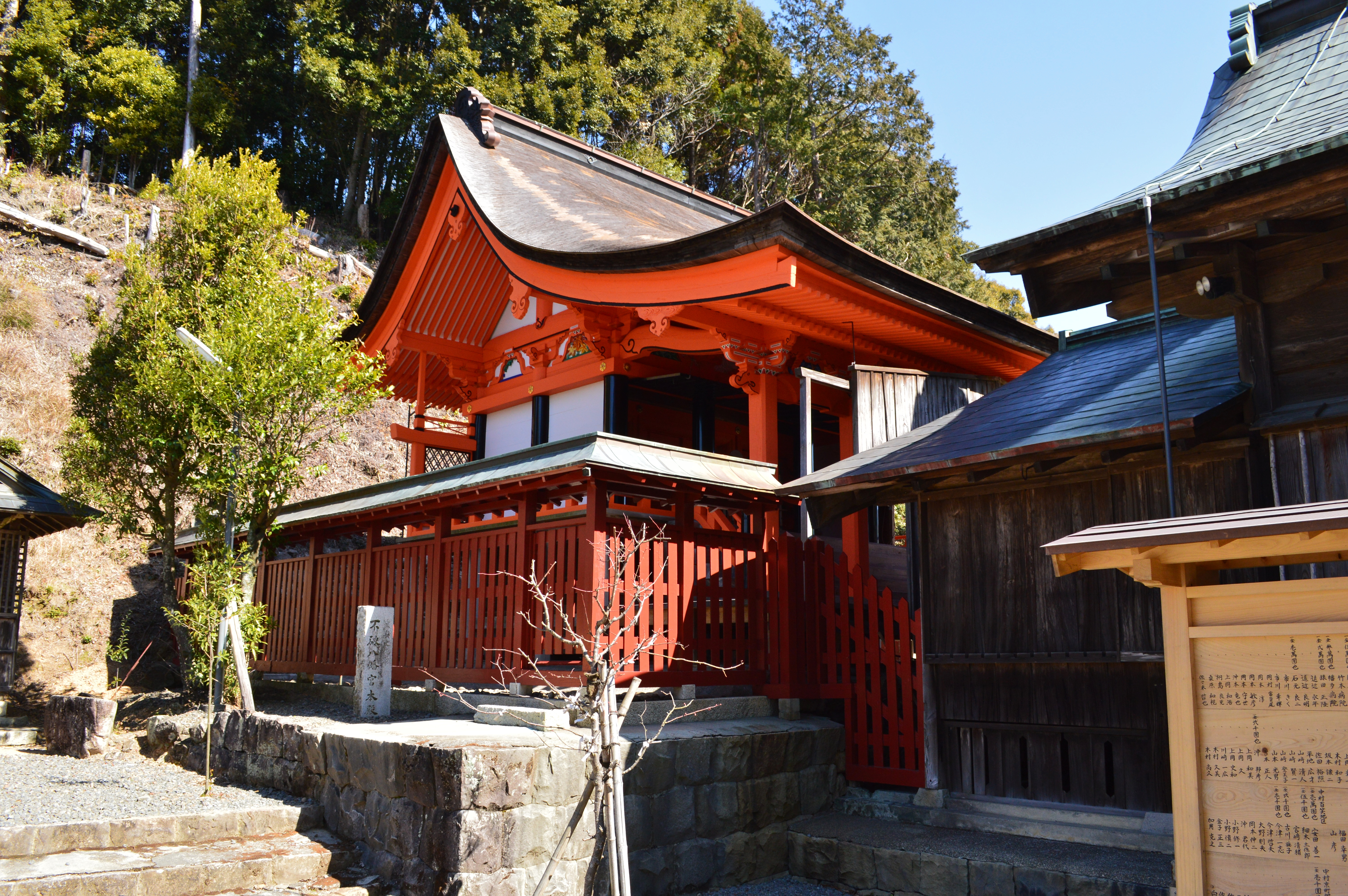
本殿（国の重要文化財）
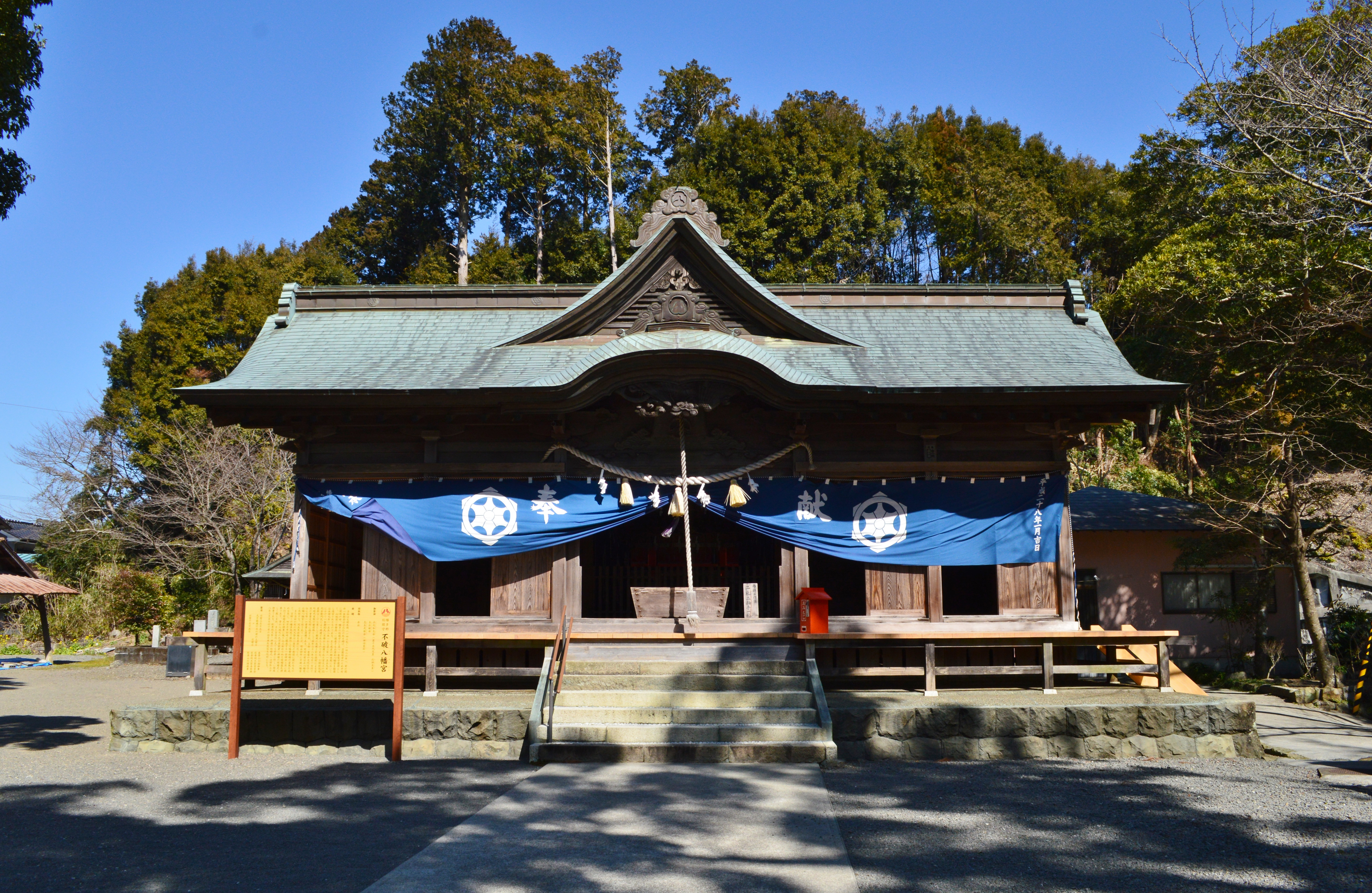
拝殿
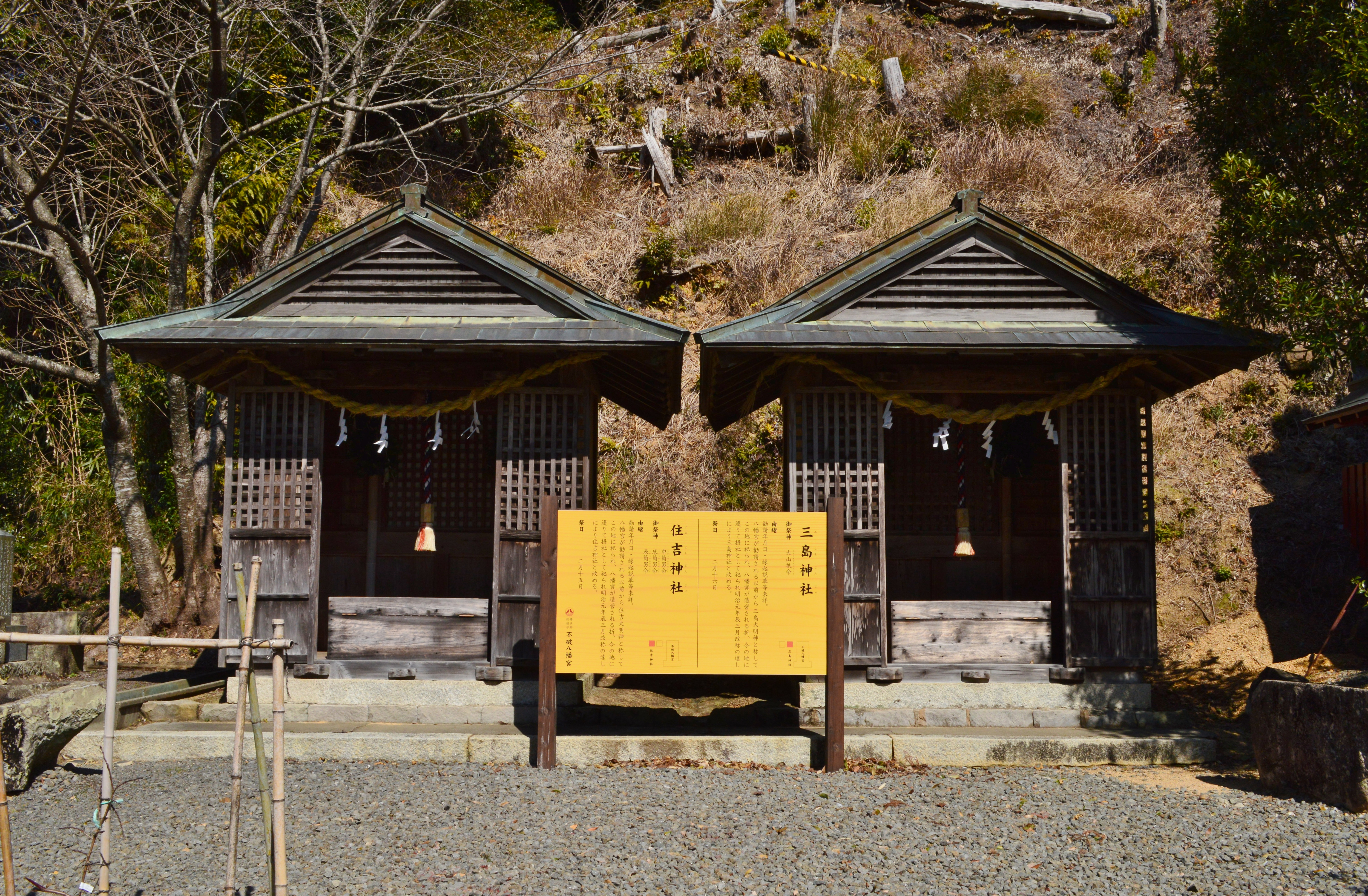
境内社

## 主な祭事
大きな祭礼としては、旧暦3月15日に行われる春季山川海祭典、秋季大祭、旧暦10月15日に行われる秋季山川海祭典がある。

### 秋季大祭
「神様の結婚式」とも呼ばれ、毎年10月に催される祭りである。旧暦7月14日（現在は旧暦7月14日前後の日曜日）に御輿洗いが行われ、体育の日の前々日（土曜日）に宵宮、体育の日の前日（日曜日）に本祭典が行われる。
五摂家の一つである一条氏から見ると、逃れてきたこの地は蛮風の色濃い土地であった。一条氏はこの地に京風の習俗を根付かせるために、上げ馬・流鏑馬等の神事を行った。特にこの地で当時盛んであった「嫁かつぎ」と呼ばれる略奪婚の風習を京風に矯正する目的で始まったのがこの祭礼である。
不破八幡宮を男神、市内の一宮神社（いっくじんじゃ）を女神として祭典神事の中で結婚式を執り行う。一宮神社には「椎名御前（しいなごぜん）」、「徳益御前（とくますごぜん）」、「鉾名御前（ほこなごぜん）」の3柱の女神があり、毎年くじ引きによって新婦を決定する。このように2つの神社で祭礼を行うのは幡多地域の広範囲で参加するのが狙いであり、この神事を通じて庶民の生活指導が行われた。旧中村市を挙げての祭礼であったが、現在では平成5年（1993年）に合併した四万十市全域が関係している。

## 文化財

### 重要文化財（国指定）
- 本殿（附 棟札9枚）（建造物）
三間社流造、こけら葺。戦国時代の永禄2年（1559年）建立。蛙股などに室町時代後期の様式が見られる。昭和40年（1965年）11月より昭和41年（1966年）12月まで解体復元修理が行われた。昭和38年（1963年）7月1日指定。

### 四万十市指定文化財
- 有形文化財
  - 中村俚人筆「絵馬」 - 昭和47年（1972年）2月10日指定[1]。
  - 幸徳秋水「絵馬」 - 昭和47年（1972年）2月10日指定[1]。
  - 大永2年（1522）康任文書 - 昭和47年（1972年）2月10日指定[1]。
  - 永禄2年（1559）康政文書 - 昭和47年（1972年）2月10日指定[1]。
  - 永禄8年（1565）康政文書 - 昭和47年（1972年）2月10日指定[1]。
  - 安永7年（1778）八幡一宮合祭筆記 - 昭和47年（1972年）2月10日指定[1]。
- 無形民俗文化財
  - 不破八幡宮神事 - 昭和38年（1963年）3月5日指定[2]。

## 現地情報
所在地
- 高知県四万十市不破1392

交通アクセス
- 鉄道：土佐くろしお鉄道中村線 中村駅（徒歩約15分）

周辺
- 太平寺（四万十市右山五月町）